# Juan Carlos Cuacci
Juan Carlos Cuacci, n. 8 de enero de 1945, La Plata, Argentina, Guitarrista, pianista, compositor, arreglador y director musical.
Actualmente es uno de los directores, junto a Nestor Marconi, de la Orquesta del Tango de la Ciudad de Buenos Aires,  
Desde 1972 es director musical de Susana Rinaldi, con quien ha recorrido los teatros más importantes del mundo.
Como productor discográfico trabajó junto a Marikena Monti, Opus Cuatro, Inés Rinaldi, Enrique Villegas, Astor Piazzolla, Susana Rinaldi, Kelo Palacios, Ana Lenna Brundin (Suecia), la Orquesta Filarmónica de Bogotá (Colombia), Horacio Ferrer, Monika Nachbaur (Austria), y otros.
Dirigió los siguientes musicales: “La mujer del Año”, “La Cage aux Folles”, “Alta Sociedad”, “Tangos de la mala vida”, “Molly Brown”, “Sugar”, “Gotán” y “Tiempos del mal vivir”.
Como director orquestal actuó junto a la Orquesta Nacional de Venezuela, la Camerata Bariloche, la Orquesta Estable de Televisa (Méjico), Orquesta de Vientos de Estocolmo (Suecia), Orquesta Filarmónica de Mendoza, Orquesta Filarmónica de Montevideo, Orquesta del 1er. Festival de Música de Punta del Este, Orquesta Sinfónica Nacional de Costa Rica, Orquesta Sinfónica Seinäjoky (Finlandia), Orquesta Sinfónica de Murcia (España), Orquesta de Cámara de Andorra.